# Desi Rodriguez
Desi Larry Rodriguez (Bronx, Nueva York, 23 de marzo de 1996) es un baloncestista estadounidense que pertenece a la plantilla del Nanterre 92 de la LNB Pro A. Con 1,98 metros de estatura, juega en la posición de escolta. 

## Trayectoria deportiva

### Universidad
Jugó tres temporadas con los Pirates de la Universidad de Seton Hall, en las que promedió 12,8 puntos, 4,9 rebotes, 1,4 asistencias y 1,1 robos de balón por partido. En su última temporada fue incluido en el segundo mejor quinteto de la Big East Conference.

### Profesional
Tras no ser elegido en el Draft de la NBA de 2018, jugó las Ligas de Verano de la NBA con Los Angeles Clippers, donde coincidió con su compañero de universidad Ángel Delgado, promediando 7,3 puntos y 3,1 asistencias en los seis partidos que disputó.
En octubre fue despedido por los Clippers, incorporándose poco más tarde a su filial en la G League, los Agua Caliente Clippers.
El 2 de agosto de 2020 firmó con el MHP Riesen Ludwigsburg de la Basketball Bundesliga.
En la temporada 2021-22, firma por el s.Oliver Baskets de la Basketball Bundesliga.
El 28 de junio de 2022 fichó por el Limoges CSP de la LNB Pro A francesa.
El 26 de junio de 2023 fichó por el Nanterre 92, también de la LNB Pro A.